# 眠れるヴィーナス (ジェンティレスキ)
『眠れるヴィーナス』（ねむれるヴィーナス、イタリア語: Venere Dormiente、英語: Sleeping Venus）、ないし、『ヴィーナスとキューピッド』（英語: Venus and Cupid）は、アルテミジア・ジェンティレスキが1625年から1627年にかけてイタリアで製作した絵画。青いベッドカバーと、タッセル（房飾り）の付いた豪華なクリムゾン（濃赤色）と金色の枕の上に横たわって眠るヴィーナスを描いた作品である。彼女は、太股と左腕にかかった透明なリンネル（亜麻布）の薄い布切れ以外、何も身につけていない。彼女の息子であるキューピッドは、濃い色合いの孔雀の羽を扇にして、眠りに落ちようとしている母に風を送っている。キューピッドはヴィーナスへ、敬愛するような恍惚の表情で視線を送っている。 背景には、外に開かれた窓があり、月夜の光景が置かれており、そこにはヴィーナスに捧げられた神殿が描かれている。ヴィーナスの顔は、豊頬、重いまぶた、高い鼻、小さく突き出た顎に描かれており、ジェンティレスキ自身の顔の特徴を反映している。身体の動きは自然で、ヴィーナスの右手は軽く右脇腹に置かれ、両脚は優美に閉じられている。この作品は、図像学的構成と画家のスタイルによって、写実主義と古典主義を融合させたものである。

## 影響
アルテミジア・ジェンティレスキのスタイルは、彼女の父オラツィオ・ジェンティレスキから深く影響されたものであった。アルテミジアは、父の工房で父と共に働き、父から学んだ。父オラツィオは、当時の習慣を無視し、友人であったアゴスティーノ・タッシの下に娘を修行に出した。しかし、タッシは、アルテミジアの修行期間を通して、彼女に性的暴行を加え続けた。彼女はタッシを訴え、有罪の判決が下ってタッシは追放されたが、ジェンティレスキの評判も大きく傷つけられることとなった。このレイプ被害の経験は、彼女の経歴と美術上のスタイルに大きな影響を与えた。彼女の初期の作品の多くは、『ホロフェルネスの首を斬るユーディット (Judith Slaying Holofernes)』のように、タッシとその行いへの怒りを反映したものである。一部の研究者は、彼女の作品が、レイプとその後タッシを訴えた裁判と結び付けられて解釈されることがしばしばあったことを指摘している。また、アルテミジアも、父オラツィオも、カラヴァッジオの信奉者であり、カラヴァッジオもその信奉者も影と光の対照を特徴としたが父娘の作品にもそれが明らかに表れている。